# Adam Ludwig Lewenhaupt
Adam Ludwig Lewenhaupt (15. dubna 1659 Kodaň – 12. února 1719 Moskva) byl švédský generál během Velké severní války.

## Životopis

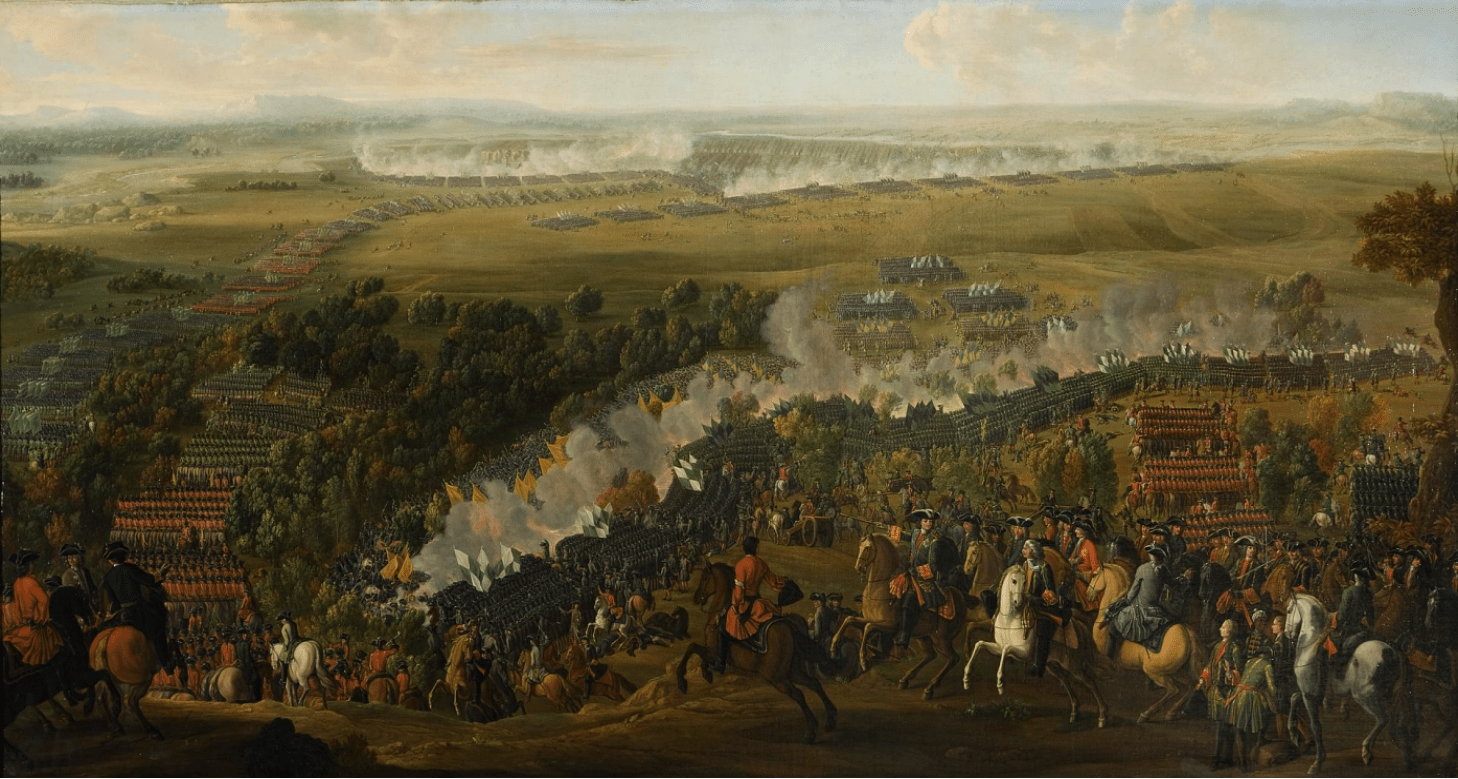
bitva u Lesné

Jeho rodiče byli hrabě Ludvig Wierich Lewenhaupt (generál švédské armády a člen rady království) a hraběnka Charlotte von Hohenlohe. Ve věku devíti osiřel. Dětství strávil na zámku Charlottenborg (Kodaň). Studoval na univerzitě v Lundu, Rostocku , Wittenbergu a Uppsale díky ochraně, kterou mu poskytoval dvorní šlechtic Per Brahe mladší. Zpočátku se věnoval diplomatické kariéře, poté si vybral armádu. Do armády jej naverboval švédský generál Svaté říše římské Nils Bielke. V roce 1684 nastoupil jako důstojník do armády Bavorského kurfiřta a účastnil Rakousko-turecké války (1683–1699). V roce 1686 opustil bavorskou armádu. V roce 1689 se oženil se svou sestřenicí Britou Dorothea Lewenhauptovou. V roce 1691 byl přijat do armády Nizozemska, zúčastnil se Devítileté války proti Francii, byl povýšen plukovníka. Následně se v roce 1697 vrátil se do Švédska. Před vypuknutím Velké severní války v roce 1700 byl přijat do švédského vojska a převzal velení nově vytvořeného pěšího pluku .V průběhu kampaně švédského krále Karla XII. na území Polsko-litevské konfederace získal velení armádního sboru, který měl za úkol bylo udržet kontrolu nad Kuronskem a odrazit ruskou pomoc Polákům. 20. března 1703 získal Adam Lewenhaupt své první důležité vítězství tím, že porazil rusko-litevskou armádu v bitvě u Saločiai (Saladen), poté následovalo vítězství v průběhu bitvě u Jakobstadtu dne 5. srpna 1704. V bitvě u Gemauerthofu dne 26. črvence 1705 způsobil těžkou porážku Rusům pod vedením polního maršála Borise Petroviče Šeremetěva. Byl povýšen na generála pěchoty a jmenování guvernérem Rigy. Získal si pověst opatrného velitele, ale byl velmi pozorný k zaopatření svých vojáků. V červnu roku 1708 pochodoval se zásobovací kolonou k armádě švédského krále Karla XII., na polsko-ruských hranicích byl dostižen vojskem ruského generála Alexandra Menšikova a samotným carem Petrem I. V následné bitvě u Lesné utrpěla švédská vojska porážku a dala se na ústup, později se spojila se s hlavní švédskou armádou. V důsledku zranění panovníka se Adam Lewenhaupt během léta roku 1709 stal velitelem pěchoty hlavní švédské armády a dostával se do sporů s velitele jezdectva Carlem Gustavem Rehnskiöldem. Dne 8. července 1709 vedl Adam Lewenhaupt švédskou pěchotu během bitvy u Poltavy, která skončila porážkou švédských vojsk. Poté, co část armády byla zničena nebo zajata ruskou armádou, rozhodl se pokračovat na Krym. Z možného dalšího střetu s ruskou armádou se rozhodl z důvodu početní převahy protivníka pro kapitulaci u obce Pěrevolochna. Následně byl vězněn v Moskvě, kde zemřel v roce 1719. Pohřben byl ve Stockholmu v kostele Riddarholm.